# Burr W. Jones

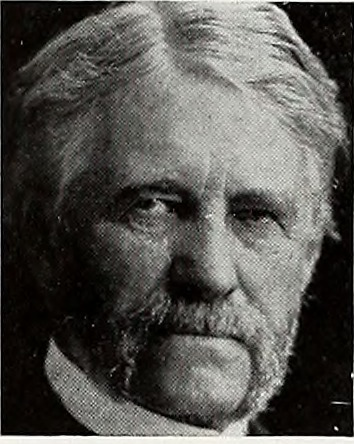
Burr W. Jones

Burr W. Jones (* 9. März 1846 bei Evansville, Wisconsin; † 7. Januar 1935 in Madison, Wisconsin) war ein US-amerikanischer Jurist und Politiker. Zwischen 1883 und 1885 vertrat er den Bundesstaat Wisconsin im US-Repräsentantenhaus.

## Werdegang
Burr Jones besuchte die öffentlichen Schulen seiner Heimat und unterrichtete anschließend selbst für einige Jahre als Lehrer. Danach studierte er bis 1870 an der University of Wisconsin Literatur. Nach einem anschließenden Jurastudium an der gleichen Universität und seiner im Jahr 1871 erfolgten Zulassung als Rechtsanwalt begann er in Portage in seinem neuen Beruf zu arbeiten. Im Jahr 1872 verlegte er seinen Wohnsitz und seine Anwaltskanzlei nach Madison. In den Jahren 1872 und 1874 war er Bezirksstaatsanwalt im dortigen Dane County.
Politisch war Jones Mitglied der Demokratischen Partei. Bei den Kongresswahlen des Jahres 1882 wurde er im dritten Wahlbezirk von Wisconsin in das US-Repräsentantenhaus in Washington, D.C. gewählt, wo er am 4. März 1883 die Nachfolge von George Cochrane Hazelton antrat. Da er bei den Wahlen des Jahres 1884 dem Republikaner Robert M. La Follette unterlag, konnte er bis zum 3. März 1885 nur eine Legislaturperiode im Kongress absolvieren.
Zwischen 1885 und 1915 lehrte Burr Jones an der University of Wisconsin Rechtswissenschaften. Im Jahr 1892 war er Vorsitzender des regionalen Demokratischen Parteitages von Wisconsin und 1896 war er Delegierter zur Democratic National Convention. In den Jahren 1897 und 1898 war Jones Mitglied und Vorsitzender der Steuerkommission des Staates Wisconsin. Von 1920 bis 1926 fungierte er als Richter am Obersten Gerichtshof seines Staates. Danach arbeitete er wieder als Rechtsanwalt. Burr Jones starb am 7. Januar 1935 in Madison.